# Boulevard Jean-Jaurès (Saint-Ouen-sur-Seine)
Pour les articles homonymes, voir Boulevard Jean-Jaurès.
Le boulevard Jean-Jaurès est une voie publique de Saint-Ouen-sur-Seine, dans le département de la Seine-Saint-Denis.

## Situation et accès

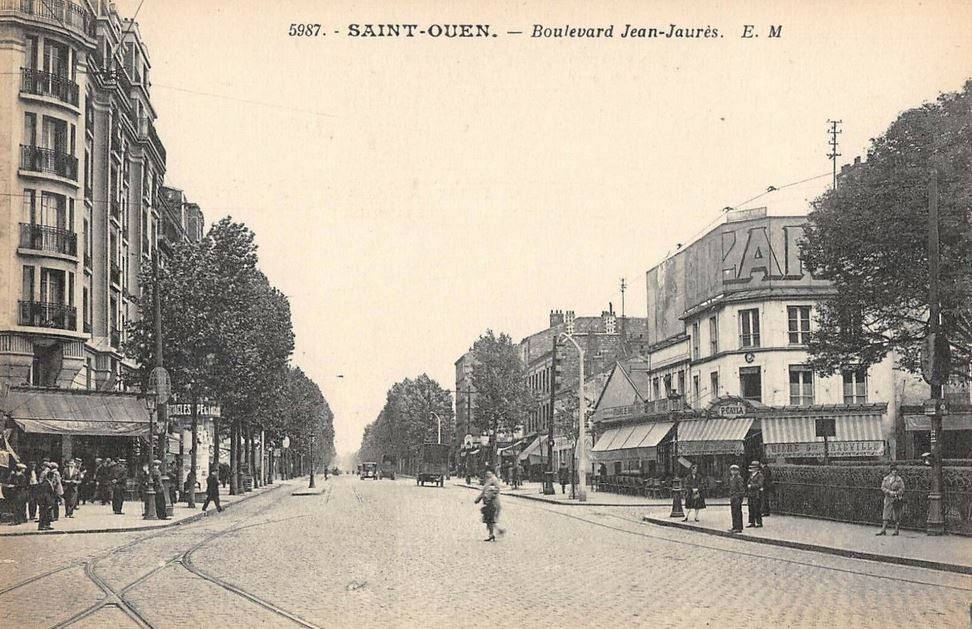
Saint-Ouen: Boulevard Jean-Jaurès.

D'orientation nord-est / sud-ouest, ce boulevard est un des axes principaux de Saint-Ouen. Il commence à la suite du boulevard Anatole-France à Saint-Denis au carrefour avec la rue du Landy. Il se termine place de la République, où se situe l'hôtel de ville et la place Jean-Jaurès.
Il intersecte notamment la rue du Docteur-Bauer et la rue Albert-Dhalenne, carrefour marqué par la présence de la patinoire municipale, œuvre de l'architecte Paul Chemetov, et de travaux liés au prolongement de la ligne 14 du métro, et en particulier de la station Mairie de Saint-Ouen.

## Origine du nom
Son nom actuel est en référence à Jean Jaurès (1859 - 1914).

## Historique
- Le boulevard Jean-Jaurès fait partie d'un chemin historique, la route de la Révolte, aménagée en 1750 pour relier Saint-Denis et Versailles, sans passer par Paris.

## Bâtiments remarquables et lieux de mémoire

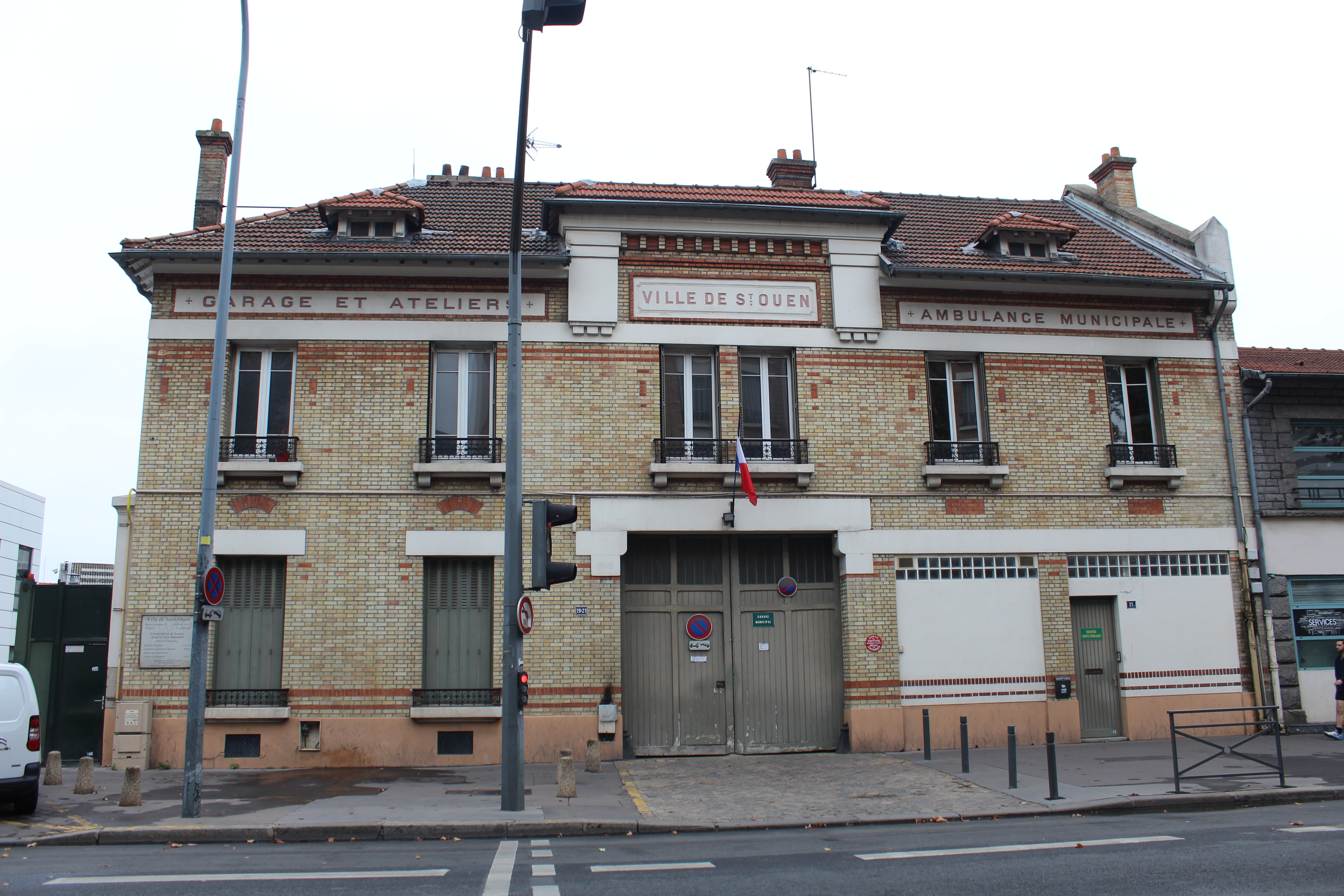
Ateliers municipaux.

- No  25 : Cimetière municipal de Saint-Ouen, utilisé à partir de 1850[1].
- No  19-21 : Ateliers municipaux